# 서반석
서반석(1987년 3월 14일 ~ )은 대한민국의 성우로, 2016년 대원방송 성우극회 공채 7기로 입사했다.

## 출연작품

### 애니메이션
- 12영웅전사
- 100% 파스칼 선생님 - 쿨 파스칼
- 꼬마 너구리 라스칼 (대원방송)
- 나의 히어로 아카데미아 - 테츠테츠 테츠테츠
- 네모바지 스폰지밥 (니켈로디언)
- 드래곤볼 슈퍼 - 자마스, 카이
- 디지몬 어드벤처: (대원방송) - 미노타르몬
- 또봇 V (KBS) - 키메라
- 루팡 3세 PART 4
- 바이올렛 에버가든 - 롤랜드
- 블랙클로버 - 매그너 스윙
- 스타크로스 - 셰이디
- 스핀파이터 - 오션 드래곤 킹 외
- 신 도라에몽 시리즈 - 파워에몽
- 엄마 찾아 삼천리 (챔프TV) - 토니오 로시
- 오소마츠 6쌍둥이
- 유희왕 ARC-V - 그레이 외
- 유희왕 VRAINS - 아이
- 원피스 Original 16기 어인섬 편 - 달마, 하몬드, 알비온
- 원피스 New 홀케이크 아일랜드 편 - 나폴레옹, 프로메테우스, 제우스, 샬롯 페로스페로(샬롯 가의 장남), 샬롯 몽도르(샬롯 가의 19남), 랜돌프, 샬롯 카덴차(샬롯 가의 7남), 디젤, 스테리
- 원피스 Original 18기 드레스로자 편 - 감비아
- 이토 준지 컬렉션 - 소이치의 아빠
- 조이드 와일드 - 캔디, 우키, 자마스
- 캐치! 티니핑 (KBS) - 똑똑핑
- 톰 소여의 모험 (대원방송) - 조
- 퍼즐앤드래곤 크로스 - 도니 외 각종 단역
- 플랜더스의 개 (대원방송) - 한스
- 해피니스 프리큐어! - 블루
- 호기심대장 쥬 - 아빠 (2기 한정)
- 호빵맨 (대원방송) - 돼지고기 덮밥맨, 두리안 왕녀
- 아울 하우스 (디즈니 채널 → 디즈니+) - 후티
- 프라우드 패밀리: 라우더 앤 프라우더 (디즈니+) - KG, 슈기
- 포켓몬스터 W (투니버스) - 봉준
- 포켓몬스터 (투니버스) - 머독
- 키프 (디즈니+) - 마틴 채틸러
- 차징 탑스피너 (MBC) - 첸
- 헬로 카봇 X (SBS) -  라이프 X
- 또봇: 대도시의 영웅들 (투니버스) - 또봇 훅, 트윈펀치

### 극장용 애니메이션
- 기기괴괴 성형수 - 기타 배역
- 극장판 도라에몽: 진구의 남극 꽁꽁 대모험 - 야미템
- 극장판 도라에몽: 진구의 태엽도시 모험기 - 매디슨
- 극장판 도라에몽: 진구의 바다 대모험 - 클론 박사
- 더 프린세스: 도둑맞은 공주 - 레스터
- 루카 - 치초, 자코모
- 바다 몬스터 2
- 빅트립: 아기팬더 배달 대모험 - 야누스
- 스파이즈 - 헥터
- 스카이와 친구들: 로보시티의 비밀
- 슈퍼 베어
- 온워드: 단 하루의 기적 - 펜윅
- 소울 - 데즈, 윈드스타
- 굴뚝마을의 푸펠 - 안토니오
- 아야와 마녀 - 토마스
- 엘리오 - 테그맨 대사

### 특촬물
- 가면라이더 고스트 - 현진(23화부터)
- 가면라이더 이그제이드 - 파라드/가면라이더 패러독스
- 가면라이더 빌드 - 이휘소
- 가면라이더 제로원 - 오프닝 외 각종 단역
- 파워레인저 애니멀포스 - 각종 단역과 플레이어, 모바이레츠
- 파워레인저 갤럭시포스 - 밸런스(리브라 골드)
- 파워레인저 다이노소울 - 티라미고, 소울 체인저, 소울 소드
- 파워레인저 루팡포스 vs. 패트롤포스 - 스왈로(33화)
- 파워레인저 젠카이저 - 조크스 골드츠이카(투카이저), 조영감, 얼음 월드, 당근 월드, 운세 월드, 초밥 월드, 쓰레기 월드
- 파워레인저 붐붐포스 - 엔진 버스온

### 외화
- 덤보 - 서커스 단원
- 닥터 두리틀 - 케빈(청설모)
- 완다비전 - 노음(아시프 알리)

### 게임
- 던전 앤 파이터 - 에드윈 유르겐, 카잔, 순혈자 데스페로, 장교마르셀, 모로스, 닥터 헤신스
- 유희왕 듀얼 링크스

### 광고
- NIKKO RC카
- 레이저 X
- 개구쟁이 마술
- 카드슈터즈
- 파이어 스테이션